# 판 엠데 보아스 트리
판 엠데 보아스 트리(van Emde Boas tree, nl), vEB 트리 또는 판 엠데 보아스 우선순위 큐라고도 알려진 이 자료 구조는 m-비트 정수 키를 사용하는 연관 배열을 구현하는 트리 자료 구조이다. 이 자료 구조는 네덜란드 컴퓨터 과학자 피터 판 엠데 보아스가 이끄는 팀에 의해 1975년에 발명되었다. 모든 연산은 O(log m) 시간(m 비트 연산이 상수 시간에 수행될 수 있다고 가정) 또는 동등하게 {\displaystyle O(\log \log M)} 시간 안에 수행되며, 여기서 {\displaystyle M=2^{m}}은 트리에 저장될 수 있는 가장 큰 원소이다. 매개변수 {\displaystyle M}은 트리에 저장된 실제 원소의 수와 혼동되어서는 안 된다. 다른 트리 자료 구조의 성능은 종종 이 매개변수로 측정되기 때문이다.
표준 vEB 트리는 {\displaystyle O(M)}의 비효율적인 공간 효율성을 가진다. 예를 들어, 32비트 정수를 저장할 때(즉, {\displaystyle m=32}일 때) {\displaystyle M=2^{32}} 비트의 저장 공간이 필요하다. 이를 해결하기 위해 vEB 트리를 수정하여 {\displaystyle O(n\log M)} 공간을 달성하거나, 동등한 점근 시간 효율성과 {\displaystyle O(n)} 공간 효율성(여기서 {\displaystyle n}은 저장된 원소의 수)을 가진 유사한 자료 구조를 사용할 수 있다.

## 지원되는 연산
vEB는 일반적인 연관 배열 연산과 FindNext 및 FindPrevious라는 두 가지 추가 순서 연산을 포함하는 정렬된 연관 배열의 연산을 지원한다:
- Insert: m-비트 키를 가진 키/값 쌍 삽입
- Delete: 주어진 키를 가진 키/값 쌍 제거
- Lookup: 주어진 키와 관련된 값 찾기
- FindNext: 주어진 k보다 큰 가장 작은 키를 가진 키/값 쌍 찾기
- FindPrevious: 주어진 k보다 작은 가장 큰 키를 가진 키/값 쌍 찾기

vEB 트리는 또한 Minimum 및 Maximum 연산을 지원하며, 이는 각각 트리에 저장된 최소 및 최대 원소를 반환한다. 최소 및 최대 원소는 각 트리에 속성으로 저장되므로 이 둘 모두 {\displaystyle O(1)} 시간에 실행된다.

## 기능

차원 5의 판 엠데 보아스 트리와 1, 2, 3, 5, 8, 10이 삽입된 후 루트의 보조 구조의 예시.

어떤 정수 {\displaystyle k}에 대해 {\displaystyle \log _{2}m=k}라고 하자. {\displaystyle M=2^{m}}으로 정의하자. 유니버스 {\displaystyle \{0,\ldots ,M-1\}}에 걸친 vEB 트리 T는 길이 {\displaystyle {\sqrt {M}}}의 배열 T.children을 저장하는 루트 노드를 가진다. T.children[i]는 값 {\displaystyle \{i{\sqrt {M}},\ldots ,(i+1){\sqrt {M}}-1\}}을 담당하는 vEB 트리 포인터이다. 또한 T는 두 값 T.min 및 T.max와 보조 vEB 트리 T.aux를 저장한다.
데이터는 vEB 트리에 다음과 같이 저장된다: 현재 트리에 있는 가장 작은 값은 T.min에 저장되고 가장 큰 값은 T.max에 저장된다. T.min은 vEB 트리의 다른 곳에 저장되지 않는 반면 T.max는 저장된다는 점에 유의한다. T가 비어 있다면 T.max=−1 및 T.min=M으로 간주한다. 다른 값 {\displaystyle x}는 {\displaystyle i=\lfloor x/{\sqrt {M}}\rfloor }인 서브트리 T.children[i]에 저장된다. 보조 트리 T.aux는 어떤 자식이 비어 있지 않은지 추적하므로, T.children[j]가 비어 있지 않은 경우에만 T.aux는 값 {\displaystyle j}를 포함한다.

### FindNext
vEB 트리에서 원소 x의 후속자를 검색하는 연산 FindNext(T, x)는 다음과 같이 진행된다: 만약 x<T.min이면 검색이 완료되고, 답은 T.min이다. 만약 x≥T.max이면 다음 원소가 존재하지 않으므로 M을 반환한다. 그렇지 않으면 {\displaystyle i=\lfloor x/{\sqrt {M}}\rfloor }라고 하자. 만약 x < T.children[i].max이면, 검색 중인 값은 T.children[i]에 포함되어 있으므로 검색은 T.children[i]에서 재귀적으로 진행된다. 그렇지 않으면, T.aux에서 값 i의 후속자를 검색한다. 이것은 x보다 큰 원소를 포함하는 첫 번째 서브트리의 인덱스 j를 제공한다. 그런 다음 알고리즘은 T.children[j].min을 반환한다. 자식 레벨에서 발견된 원소는 전체 다음 원소를 형성하기 위해 상위 비트와 결합되어야 한다.
```
function
 FindNext(T, x)
    
if
 x < T.min 
then

        
return
 T.min
    
if
 x ≥ T.max 
then
 // 다음 원소 없음
        
return
 M
    i = floor(x/

  

    

      

        

          

            
M

          

        

      

    

    
{\displaystyle {\sqrt {M}}}

  

)
    lo = x mod 

  

    

      

        

          

            
M

          

        

      

    

    
{\displaystyle {\sqrt {M}}}

  

```

```
    
if
 lo < T.children[i].max 
then

        
return
 (

  

    

      

        

          

            
M

          

        

      

    

    
{\displaystyle {\sqrt {M}}}

  

 i) + FindNext(T.children[i], lo)
    j = FindNext(T.aux, i)
    
return
 (

  

    

      

        

          

            
M

          

        

      

    

    
{\displaystyle {\sqrt {M}}}

  

 j) + T.children[j].min

end
```

어떤 경우에도 알고리즘은 {\displaystyle O(1)} 작업을 수행한 다음 크기 {\displaystyle M^{1/2}} (m/2 비트 유니버스)의 유니버스에 걸친 서브트리에서 재귀를 수행할 수 있다는 점에 유의한다. 이는 실행 시간에 대해 {\displaystyle T(m)=T(m/2)+O(1)}의 재귀 관계를 제공하며, 이는 {\displaystyle O(\log m)=O(\log \log M)}으로 해결된다.

### Insert
vEB 트리 T에 값 x를 삽입하는 호출 insert(T, x)는 다음과 같이 작동한다:
1. T가 비어 있으면 T.min = T.max = x로 설정하고 완료한다.
2. 그렇지 않으면, x<T.min이면 T.min을 T.min을 담당하는 서브트리 i에 삽입한 다음 T.min = x로 설정한다. 만약 T.children[i]가 이전에 비어 있었다면, i도 T.aux에 삽입한다.
3. 그렇지 않으면, x>T.max이면 x를 x를 담당하는 서브트리 i에 삽입한 다음 T.max = x로 설정한다. 만약 T.children[i]가 이전에 비어 있었다면, i도 T.aux에 삽입한다.
4. 그렇지 않으면, T.min< x < T.max이므로 x를 x를 담당하는 서브트리 i에 삽입한다. 만약 T.children[i]가 이전에 비어 있었다면, i도 T.aux에 삽입한다.

코드:
```
function
 Insert(T, x)
    
if
 T.min == x || T.max == x 
then
 // x는 이미 삽입됨
        
return

    
if
 T.min > T.max 
then
 // T가 비어 있음
        T.min = T.max = x;
        
return

    
if
 x < T.min 
then

        swap(x, T.min)
    
if
 x > T.max 
then

        T.max = x
    i = floor(x / 

  

    

      

        

          

            
M

          

        

      

    

    
{\displaystyle {\sqrt {M}}}

  

)
    lo = x mod 

  

    

      

        

          

            
M

          

        

      

    

    
{\displaystyle {\sqrt {M}}}

  

    Insert(T.children[i], lo)
    
if
 T.children[i].min == T.children[i].max 
then

        Insert(T.aux, i)

end
```

이 절차의 효율성에 대한 핵심은 빈 vEB 트리에 원소를 삽입하는 데 O(1) 시간이 걸린다는 것이다. 따라서 알고리즘이 때로는 두 번의 재귀 호출을 하더라도, 이는 첫 번째 재귀 호출이 빈 서브트리에 있었을 때만 발생한다. 이는 이전과 동일한 실행 시간 재귀 관계인 {\displaystyle T(m)=T(m/2)+O(1)}을 제공한다.

### Delete
vEB 트리에서 삭제는 가장 까다로운 연산 중 하나이다. vEB 트리 T에서 값 x를 삭제하는 호출 Delete(T, x)는 다음과 같이 작동한다:
1. 만약 T.min = T.max = x이면 x는 트리에 저장된 유일한 원소이며 트리가 비어 있음을 나타내기 위해 T.min = M 및 T.max = −1로 설정한다.
2. 그렇지 않으면, 만약 x == T.min이면 vEB 트리에서 두 번째로 작은 값 y를 찾아 현재 위치에서 삭제한 다음 T.min=y로 설정해야 한다. 두 번째로 작은 값 y는 T.children[T.aux.min].min이므로 O(1) 시간에 찾을 수 있다. y를 포함하는 서브트리에서 y를 삭제한다.
3. 만약 x≠T.min 및 x≠T.max이면 x를 포함하는 서브트리 T.children[i]에서 x를 삭제한다.
4. 만약 x == T.max이면 vEB 트리에서 두 번째로 큰 값 y를 찾아 T.max=y로 설정해야 한다. 이전 경우와 같이 x를 삭제하는 것부터 시작한다. 그러면 값 y는 T.min이거나 T.children[T.aux.max].max이므로 O(1) 시간에 찾을 수 있다.
5. 위 경우 중 어느 하나라도, 어떤 서브트리 T.children[i]에서 마지막 원소 x 또는 y를 삭제하면 T.aux에서도 i를 삭제한다.

코드:
```
function
 Delete(T, x)
    
if
 T.min == T.max == x 
then

        T.min = M
        T.max = −1
        
return

    
if
 x == T.min 
then

        hi = T.aux.min * 

  

    

      

        

          

            
M

          

        

      

    

    
{\displaystyle {\sqrt {M}}}

  

        j = T.aux.min
        T.min = x = hi + T.children[j].min
    i = floor(x / 

  

    

      

        

          

            
M

          

        

      

    

    
{\displaystyle {\sqrt {M}}}

  

)
    lo = x mod 

  

    

      

        

          

            
M

          

        

      

    

    
{\displaystyle {\sqrt {M}}}

  

    Delete(T.children[i], lo)
    
if
 T.children[i] is empty 
then

        Delete(T.aux, i)
    
if
 x == T.max 
then

        
if
 T.aux is empty 
then

            T.max = T.min
        
else

            hi = T.aux.max * 

  

    

      

        

          

            
M

          

        

      

    

    
{\displaystyle {\sqrt {M}}}

  

            j = T.aux.max
            T.max = hi + T.children[j].max

end
```

다시 한번, 이 절차의 효율성은 단 하나의 원소만 포함하는 vEB 트리에서 삭제하는 데 상수 시간만 걸린다는 사실에 달려 있다. 특히, 두 번째 Delete 호출은 삭제 이전에 x가 T.children[i]에 유일한 원소였을 때만 실행된다.

### 실제 적용
log m이 정수라는 가정은 불필요하다. {\displaystyle x{\sqrt {M}}} 및 {\displaystyle x{\bmod {\sqrt {M}}}} 연산은 각각 x의 상위 ⌈m/2⌉ 비트와 하위 ⌊m/2⌋ 비트를 취함으로써 대체될 수 있다. 기존의 어떤 기계에서든 이것은 나눗셈 또는 나머지 계산보다 더 효율적이다.
실제 구현에서, 특히 k 시프트 및 첫 번째 0 찾기 명령을 가진 기계에서는 m이 워드 크기(또는 그 작은 배수)와 같아질 때 비트 배열로 전환함으로써 성능을 더욱 향상시킬 수 있다. 단일 워드에 대한 모든 연산은 상수 시간이므로 이는 점근적 성능에 영향을 미치지 않지만, 대부분의 포인터 저장 및 여러 포인터 역참조를 피하여 이 트릭으로 시간 및 공간에서 상당한 실질적인 절약을 달성한다.
vEB 트리의 최적화는 빈 서브트리를 폐기하는 것이다. 이는 vEB 트리가 많은 원소를 포함할 때 매우 컴팩트하게 만든다. 왜냐하면 어떤 것이 추가될 필요가 있을 때까지 서브트리가 생성되지 않기 때문이다. 초기에는 추가되는 각 원소가 약 log(m)개의 새로운 트리를 생성하며, 이들은 모두 합쳐서 약 m/2개의 포인터를 포함한다. 트리가 성장함에 따라 더 많은 서브트리가 재사용되며, 특히 큰 서브트리가 그렇다. 
위에서 설명한 구현은 포인터를 사용하며, 키 유니버스의 크기에 비례하는 총 O(M) = O(2m) 공간을 차지한다. 이는 다음과 같이 볼 수 있다. 재귀 관계는 {\displaystyle S(M)=O({\sqrt {M}})+({\sqrt {M}}+1)\cdot S({\sqrt {M}})}이다.
귀납법으로 S(M) = O(M)임을 보일 수 있다.

## 유사한 구조
vEB 트리의 O(M) 공간 사용량은 키 유니버스의 큰 부분이 저장되지 않는 한 엄청난 오버헤드이다. 이것이 vEB 트리가 실제로 인기가 없는 이유 중 하나이다. 이 제한은 자식을 저장하는 데 사용되는 배열을 다른 자료 구조로 변경함으로써 해결될 수 있다. 한 가지 가능성은 각 레벨당 고정된 수의 비트만 사용하는 것으로, 이는 트라이 (컴퓨팅)로 이어진다. 또는 각 배열을 해시 테이블로 대체하여 공간을 O(n log log M)로 줄일 수 있다(여기서 n은 자료 구조에 저장된 원소의 수) 이 경우 자료 구조는 무작위화된다.
x-고속 트라이와 더 복잡한 y-고속 트라이는 vEB 트리와 유사한 업데이트 및 쿼리 시간을 가지며, 무작위 해시 테이블을 사용하여 사용되는 공간을 줄인다. x-고속 트라이는 O(n log M) 공간을 사용하는 반면, y-고속 트라이는 O(n) 공간을 사용한다.
융합 트리는 유한 유니버스에서 w-비트 정수에 대한 연관 배열을 구현하는 또 다른 유형의 트리 자료 구조이다. 이들은 워드 수준 병렬 처리 및 비트 조작 기술을 사용하여 선행자/후속자 쿼리 및 업데이트에 대해 O(logw n) 시간을 달성한다. 여기서 w는 워드 크기이다. 융합 트리는 O(n) 공간을 사용하며 해싱 또는 지수 트리를 사용하여 동적으로 만들 수 있다.

## 구현
이사벨 (증명 보조기)에 검증된 구현이 있다. 기능적 정확성과 시간 경계 모두 증명되었다.
효율적인 명령형 표준 ML 코드를 생성할 수 있다.

## 같이 보기
- 정수 정렬
- 탱고 트리

### 추가 자료
- Erik Demaine, Sam Fingeret, Shravas Rao, Paul Christiano. Massachusetts Institute of Technology. 6.851: Advanced Data Structures (Spring 2012). 강의 노트 11. 2012년 3월 22일.
- van Emde Boas, P.; Kaas, R.; Zijlstra, E. (1976). 《Design and implementation of an efficient priority queue》. 《Mathematical Systems Theory》 10. 99–127쪽. doi:10.1007/BF01683268.